# 請負代官
請負代官（うけおいだいかん）とは、中世後期の荘園公領制の下で領主と契約して、荘園における年貢公事の収納および領主への輸送一切を請負った代官のこと。

## 概要
南北朝時代の頃に入ると、地頭ら在地勢力による請所・下地中分の展開、職の体系に基づく支配体系の動揺、代銭納や割符・為替などの登場によって従来の荘園領主や彼らに派遣された所務代官による支配が困難になる中で、好条件での代官請を行って収益確保を図る動きが現れた。代官請によって所務職を与えられた代官を請負代官という。
請負代官の就任には多額の補任料を領主に納めたり、請負年貢高を領主に呈示したりする必要があり、土倉や酒屋のような商業資本や五山などの禅僧や山伏などの宗教関係者など、経済的な裏付けを持つ者が代官に就任した。また、複数の希望者を競合させてより有利な条件で代官請の契約を行う領主や債務の抵当として所務職を差し出す領主も存在した。
請負代官は原則として1年ごとに契約を結び、請負年貢のうちの一定部分（請負年貢高の1/3や1/5など）を得分・分一として受け取ったり、定額の請負年貢高のみを代銭納の形で領主に収めて剰余を手中に収める請切などが行われた。もっとも、請負代官は現地の守護や地頭・国人ら有力者、現地の住民との交渉能力を必要とし、これを補うために実際の現地支配を担当する地下代官を補任・派遣を行う場合もあった。請負代官は時代が下るにつれて徴税請負人としての性格を強めていった。